# Notorynchus
Notorynchus is een monotypisch geslacht van de familie van koehaaien (Hexanchidae) en kent 1 soort. Van dit geslacht zijn fossielen bekend uit het Eoceen.

## Taxonomie
- Notorynchus cepedianus (Péron, 1807)[3] – Gevlekte zevenkieuwshaai

Heptranchias · Hexanchus · Notorynchus